# تری‌متیل‌سیلیل سیانید
سیانید تری‌متیل‌سیلیل (به انگلیسی: Trimethylsilyl cyanide) یک ترکیب شیمیایی با شناسه پاب‌کم ۸۲۱۱۵ است.